# Jakob Emanuel Lange
Jakob Emanuel Lange (Flensburg, 2 d'abril de 1864 - Odense, 27 de desembre de 1941) va ser un micòleg danès que va dedicar-se a l'estudi de la sistemàtica dels bolets.
La seva obra més important i divulgada és Flora Agaricina Danica, de cinc volums, sobre les Agaricals de Dinamarca .
Era el pare de Morten Lange (1919-2003), qui es dedicà també a la micologia i fou professor de la Universitat de Copenhaguen i membre del Folketing (Parlament de Dinamarca).

## Publicacions
- 1914. Studies in the agarics of Denmark, I. General introduction and the genus Mycena. Dansk Botanisk Arkiv 1 (5): 1-40, 2 tabs.
- 1915. Studies in the agarics of Denmark, part 2. Amanita, Lepiota, Coprinus. Dansk Botanisk Arkiv 2 (3): 53 pàg., 2 tabs.
- 1917. Studies in the agarics of Denmark, part 3. Pluteus, Collybia, Inocybe. Dansk Botanisk Arkiv 2 (7): [9]-[44], 3 tabs.
- 1926. Studies in the agarics of Denmark, Part 6. Psalliota, Russula. Dansk Botanisk Arkiv 4 (12): 1-52, 1 tab.
- 1936. Flora Agaricina Danica 2: 1-105
- 1941. Bemaerkelsesvaerdige Paddehat-fund i de senere Aar. Friesia 2: 156-160
- 1954. Mycofloristiske indtryk fra rold skov 1897 (set. 10-15). Friesia 5 (1): 43-54
- 1955. Mycofloristiske indtryk fra Rold Skov 1897 (set. 10-15). Friesia 5 (1): 43-54
- 1964. M Lange, M. Moser. 600 Pilze in Farben. 242 pàg., 8 text fig., 600 col fig. Alemanya, Múnic; Suïssa, Basilea; Àustria, Viena; B.L.V. Verlagsges.

## Honors

### Eponimia
Espècies de fongs
Com a homenatge al seu estudi dels fongs, diverses espècies han estat bategades en honor seu:
- Cortinarius jacobi-langei Bidaud, 2008
- Cortinarius langei Rob.Henry, 1985
- Entoloma langei Noordel. & T.Borgen, 1984
- Inocybe langei R.Heim, 1931
- Psalliota langei F.H.Møller, 1950 sense. Agaricus langei (F.H.Møller) F.H.Møller, 1952
- Russula langei Bon, 1970

- La abreviatura J.E.Lange es fa servir per indicar Jakob Emanuel Lange com a autor de la descripció i la classificació científica de organismes vegetals.[2]